# Antonina Rodrigo García
Antonina Rodrigo García (Granada, Andalusia, 4 de febrer de 1935) és una escriptora andalusa.

## Biografia
Nascuda al barri de l'Albaicín, de pare manxec i mare andalusa, és reconeguda sobretot com a biògrafa, però ha conreat diversos gèneres literaris. Va començar a escriure des de molt jove, col·laborant al Diario de Granada, i més tard, a Historia y Vida, Triunfo, Ínsula i altres publicacions. És resident a Barcelona des del 1970, i ha estat casada amb l'historiador i lluitador antifranquista Eduard Pons i Prades. Ha destacat per la qualitat dels seus estudis biogràfics, caracteritzats per una fina sensibilitat, rigor metodològic i talent narratiu, entre els quals n'hi ha de dedicats a Josep Trueta, Margarida Xirgu, Anna Maria Dalí, Salvador Dalí o Federico García Lorca. En la seva contribució a la memòria històrica també destaquen, a més de pàgines sobre dones conegudes, les dedicades a figures més anònimes com María Antonia Fernández «La Caramba», María Lejárraga, Amparo Poch o María Teresa Toral Peñaranda.
El 1975 va rebre el Premi Internacional de Periodisme Manuel de Falla i el 1988, el Premi Internacional Académie Européene des Arts. Ha estat distingida amb el màxim guardó de la Generalitat de Catalunya, la Creu de Sant Jordi, en reconeixement de «la qualitat dels seus estudis biogràfics, caracteritzats per una fina sensibilitat, rigor metodològic i talent narratiu, així com per la seva contribució a la recuperació de la memòria històrica, tant de dones conegudes com d'heroïnes anònimes». Un guardó equivalent li arribà el 2010, el Premio Bienal de Cultura «María Zambrano» de la Junta de Andalucía en consideració a «la seva extensa obra d'investigació coherent amb el testimoni de la seva pròpia vida, pel seu constant manteniment d'una ètica civil i personal, pels seus estudis pioners sobre la igualtat de gènere i la memòria històrica, i per la seva defensa dels valors universals representats per persones rellevants, així anònimes com públicament reconegudes». I també, perquè «com a treballadora incansable, des de la independència intel·lectual, i al marge de les institucions acadèmiques, ha compaginat la investigació rigorosa i documentada amb l'aportació de les fonts orals directes. La seva recreació, alhora històrica i literària, aporta coneixements fonamentals sobre figures assenyalades de la història i la cultura andaluses, des del primer liberalisme fins a la II República i l'exili, com Mariana de Pineda, María Lejárraga, Federico García Lorca y María Zambrano. (...) Autora de més de trenta monografies i nombrosos articles, plens de respecte i sensibilitat, hi destaquen els dedicats a les dones republicanes, les dones oblidades, les silenciades, les perseguides i les exiliades».
El 20 de gener de 2014, els membres de l'Academia de Buenas Letras de Granada la van elegir, per unanimitat, acadèmica corresponent a Barcelona. L'1 de desembre del mateix any, l'escriptora hi va llegir el seu discurs d'ingrés que, sota el títol «La persistencia de la memoria», pren com a eix central la figura de l'heroïna liberal granadina Mariana de Pineda i la puixança i vitalitat del seu record, sobretot en els camps literari, musical i plàstic, al llarg dels gairebé dos segles transcorreguts des de la seva execució a garrot perquè es negà a declarar els noms dels companys de Granada implicats en la causa liberal. Tot això, lligat bàsicament a Mariana Pineda, l'obra dramàtica de Federico García Lorca, i a la seva estrena a Barcelona, amb l'actuació de Margarida Xirgu i l'escenografia de Salvador Dalí. Discurs adient a la trajectòria de la nova acadèmica que, sense renunciar a les seves arrels, ha sabut bastir amb la seva obra un pont entre la cultura andalusa i la catalana.
El 2015 va rebre la Medalla d'Or al Mèrit de la ciutat de Granada. El 2016, el premi Pozo de Plata de la Diputació provincial granadina, el febrer de 2017, la Medalla d'Andalusia, atorgada per la Junta d'Andalusia, el juliol de 2018, el premi internacional Córdoba Ciudad por la Paz-Antonio Gala en la categoria d'Assaig, i el 3 de novembre de 2020, la medalla de la Fundació Internacional Olof Palme amb seu a Barcelona, que distingeix a persones que hagin destacat per la seva defensa dels drets humans. El 14 de juny de 2022 fou investida com a Doctora Honoris Causa per la Universitat de Granada.

## Obres
- Retablo de Nochebuena (1960)
- Mariana de Pineda (1965)
- Almagro y su Corral de comedias (1970)
- María Antonia La Caramba: el genio de la tonadilla en el Madrid goyesco (1972)
- Margarita Xirgu i su teatro (1974)
- García Lorca en Cataluña (1975), amb pròleg de Josep Trueta
- Doctor Trueta, héroe anónimo de dos guerras (1977)
- Mujeres de España. Las silenciadas (1979), biografies, amb pròleg de Montserrat Roig i Fransitorra
- Lorca-Dalí: Una amistad traicionada (1981), finalista del premi Espejo de España
- Memoria de Granada: Manuel Ángeles Ortiz, Federico García Lorca (1984)
- Aleluyas de Mariana de Pineda. Ángel Ganivet, García Lorca (1983)
- Nuria Espert (1990)
- María Lejárraga, una mujer en la sombra (1992)
- La Huerta de San Vicente. Otros paisajes y gentes (1997)
- Mujer y exilio, 1939 (1999)
- María Malla: los sueños incandescentes (2000)
- Amparo Poch y Gascón. Textos de una médica libertaria (2002)
- Una mujer libre. Amparo Poch y Gascón, médica y anarquista (2002)
- Anna Maria Dalí i Salvador, escenes d'infància i joventut, Editorial Base (2008)
- Una mujer silenciada: María Teresa Toral, ciencia, compromiso y exilio, Ariel (2012)
- Federica Montseny, primera ministra electa de Europa, Editorial Base (2014)
- Mujeres granadinas represaliadas, Diputación de Granada (2018)